# Morti nel 1208
| Questa pagina contiene informazioni ricavate automaticamente dalle voci biografiche con l'ausilio del template Bio e di un bot. L'aggiornamento è periodico e automatico e ricostruisce completamente la pagina. Se manca una persona in questa lista, sei pregato di non aggiungerla, ma accertati piuttosto che la sua voce biografica contenga il template Bio e che i dati anagrafici siano correttamente compilati. Se il template Bio manca, inseriscilo tu stesso o, in alternativa, metti l'avviso {{tmp\|Bio}} che ne segnala la mancanza. Se i dati riportati sono sbagliati, correggi direttamente la voce biografica; le modifiche saranno visibili in questa lista entro pochi giorni. Per chiarimenti vedi il progetto biografie. La lista contiene solo le 15 persone che sono citate nell'enciclopedia e per le quali è stato implementato correttamente il template Bio. Pagina aggiornata al 10 feb 2025. |

- 14 gennaio - Pietro di Castelnau, religioso francese (n. 1170)
- 28 gennaio - Giuliano di Cuenca, vescovo cattolico e santo spagnolo (n. 1128)
- 13 marzo - Pietro II, abate italiano
- 21 giugno - Filippo di Svevia, sovrano tedesco (n. 1177)
- 27 agosto - Irene Angela, principessa bizantina (n. 1181)
- 7 settembre - Stefano di Châtillon, abate, vescovo cattolico e santo francese (n. 1150)
- 9 novembre - Sancha di Castiglia, regina (n. 1154)
- Pietro Diana, cardinale italiano
- Guido di Montpellier, religioso francese (n. 1160)
- Hoelun, mongola
- Otto von Kerpen, nobile tedesco
- Oddone di Sully, sacerdote francese
- Ottone I di Bentheim, conte
- Pietro d'Angoulême, patriarca cattolico francese
- Leone Sguro, nobile bizantino